# Bandera del Friül

La bandera de la regió del Friül-Venècia Júlia

La bandera del Friül és la bandera de la nació i regió històrica del Friül, reconeguda oficialment per la llei de tutela de minories lingüístiques, és exposada als municipis i províncies de parla friülana. Sobre el fons blau, hi ha una àliga groga amb les ales esteses.

## Història

### Els orígens
L'origen de la bandera es troba a la Pàtria del Friül (Patrie dal Friûl), estat històric friülà que fou independent de 1077 a 1420 sota la supervisió del Patriarca d'Aquileia. La bandera oficial d'aquell estat era idèntica a la del Friül, i es feia servir a tots els actes oficials. L'àguila (tanmateix, era un grifó) potser era d'origen germànic, ja que els patriarques eren escollits entre els prínceps alemanys. L'àguila groga amb fons blau actual prové de l'escut d'armes del patriarca Bertrand, on hi havia una àguila imperial.

### La bandera actual
Avui dia aquesta bandera és visible a molts edificis públics al costat de la bandera oficial del Friül-Venècia Júlia, la d'Itàlia i la de la Unió Europea, sobretot el 3 d'abril, quan es recorda l'antic estat patriarcal, encara que alguns la consideren erròniament un símbol nacionalista o separatista. També és present entre els aficionats al futbol quan juga l'Udinese Calcio.
L'agost de 2008 es produí una forta polèmica entre el club i els aficionats perquè a la samarreta porten al capdavant la bandera de la regió i no pas la de Friül, raó per la qual alguns aficionats han acusat als directius d'insensibilitat i traïció.
La distribució dels colors de la bandera de la regió de Friül-Venècia Júlia recorda molt els de la bandera del Friül, i representa una imatge al·legòrica trobada a un mosaic d'Aquileia.

## Altres versions
Hi ha una altra versió alternativa a l'oficial, usada pel Patriarca en temps de guerra, que era idèntica però amb el fons vermell i no blau. Alguns grups nacionalistes han difós una bandera alternativa de color blau amb una franja groga i un estel groc, però sense l'àliga.